# Rocksteady
Rocksteady bezeichnet einen in Jamaika ab 1966 vorherrschenden Musikstil. Der Rocksteady gilt als Übergang vom schnellen Ska zum langsamen Reggae.

## Geschichte
Rocksteady entwickelte sich aus dem Ska. Als Auslöser für diese Weiterentwicklung wird oft eine Hitzewelle und die aufkeimende Gewalt der Rude boys in den Dancehalls genannt. Der Beat wurde verlangsamt, um das Tanzen weniger anstrengend zu machen und die erhitzten Gemüter zu beruhigen. Wahrscheinlicher ist jedoch der schlichte Umstand, dem schnellen Ska einen damals neuen Stil entgegenzusetzen, der dem Bassisten mehr Raum für komplexere und melodiösere Basslines gab. Der Rocksteady ging dann seinerseits in den Reggae, bzw. in dessen Frühphase, den Early Reggae, über.
Gemeinsamkeiten zwischen Ska, Rocksteady und Reggae sind die starke Akzentuierung der „und“-Zählzeiten durch die Rhythmusinstrumente (E-Gitarre und Klavier), der sogenannte afrikanide „off-beat“. Der „One Drop“, der auch im Ska bereits Verwendung findet, wird im Rocksteady zum bestimmenden Schlagzeugstil. Bei diesem Rhythmus wird der sonst übliche Schlag der großen Trommel auf die erste Zählzeit weggelassen und es werden viele Kantenschläge, sogenannte „Rimclicks“, verwendet.
Ein Unterschied zum Ska ist das schon angesprochene langsamere Tempo. Daneben wurde die E-Bass-Begleitung, die im Ska meist dem Walking-Bass oder einem anderen simplen Schema folgte, synkopierter und Riff-artiger. Meist fand eine Dopplung der Basslinie durch eine abgedämpfte Leadgitarre statt, ein Element, das auch im Reggae oft zu finden ist. Der Rhythmusgitarre gab das langsamere Tempo mehr Raum für rhythmische Variationen. Die Bläser rückten im Gegensatz zum Ska in den Hintergrund oder verschwanden ganz. Sie wurden, wenn überhaupt, zu melodischen Einwürfen eingesetzt und kaum noch zur harmonischen Begleitung.
Während der Rocksteady-Ära wurden Gesangstrios sehr populär. Zum Teil orientieren diese sich an einer langsamen, etwas schnulzigen Variante des amerikanischen Souls der mittsechziger Jahre. Hier sind die Techniques, die Uniques, die Melodians, die Heptones und die Paragons zu nennen. Einen raueren und eigenständigeren Klang entwickelten die Ethiopians, die Pioneers, Justin Hinds & The Dominoes sowie Desmond Dekker & The Aces. Einzelkünstler der Ära waren Alton Ellis, Dandy Livingstone, Ken Boothe und Prince Buster.
Thematisch war Rocksteady sehr auf Liebeslieder fixiert, insbesondere bei den sich am Soul orientierenden Gruppen sowie bei Alton Ellis und Ken Boothe. Das zweite vorherrschende Thema war die Rude-boy-Szene.
Oft handelte es sich um Aufforderungen an sie, der Gewalt abzuschwören. Als ein dritter Themenkomplex können Lebensweisheiten und religiöse Themen genannt werden, so u. a. bei Justin Hinds.
Als allererstes Rocksteady-Stück wird gelegentlich Take It Easy von Hopeton Lewis, Tougher Than Tough von Derrick Morgan oder Girl I’ve Got a Date von Alton Ellis genannt. Alle drei Lieder wurden vom Gitarristen Lynn Taitt arrangiert. Weitere typische Songs dieser Ära sind: Too Hot von Prince Buster, Keith & Tex mit Stop that Train, The Ethiopians mit The Whip, 007 (Shanty Town) von Desmond Dekker, Lee Perry mit I’m the Upsetter, Justin Hinds’ Save a Bread, The Gaylads mit ABC Rocksteady, Alton Ellis´ Rock Steady, The Paragons mit The Tide Is High, I’ll Get Along Without You von The Melodians, Dandy Livingstones Rudy, a Message to You, Laurel Aitkens Donkey Man und Queen Majesty von der Gruppe The Techniques.
Der Schweizer Filmemacher und Spezialist für jamaikanische Musik Stascha Bader veröffentlichte 2009 den Dokumentarfilm Rocksteady – The Roots of Reggae. Darin treten auf: Hopeton Lewis, der mit 19 Jahren den Rocksteady-Song Take It Easy aufnahm; Dawn Penn, deren Song You Don’t Love Me (No, No, No) von vielen anderen Bands gecovert und zum Welthit wurde; Stranger Cole (Love Me Today); Marcia Griffiths (The Tide Is High); Ken Boothe (Shanty Town (007)); Derrick Morgan (Tougher Than Tough); Leroy Sibbles (Equal Rights); U-Roy (Stop That Train) und Judy Mowatt (Silent River Runs Deep).